# Yozei
Yozei, född 869, död 949, var regerande kejsare av Japan mellan 876 och 884.